# Arrest Stille SMS
Het arrest Stille SMS (HR 1 juli 2014, NJ 2015/114) is een arrest van de Nederlandse Hoge Raad dat ziet op het versturen van stille sms'jes door de politie naar een verdachte om op die manier inzage te krijgen in zijn locatie.

## Casus
Het Openbaar Ministerie was een opsporingsonderzoek gestart naar een verdachte die werd verdacht van het opzettelijk bereiden, bewerken, verwerken, verkopen, afleveren, verstrekken, vervoeren en/of binnen het grondgebied van Nederland brengen van amfetamine.
Tijdens het opsporingsonderzoek werd met toestemming van de officier van justitie een aantal malen gebruik gemaakt van stille sms. In een periode van ongeveer vijf dagen werd in totaal ongeveer 90 sms-berichten gezonden naar een mobiele telefoon waarvan werd aangenomen dat het door de verdachte werd gebruikt. Door toepassing van bijzondere software wist men te bereiken dat dit telefoontoestel bij ontvangst van het sms-bericht, zonder dat het voor de houder van het toestel zichtbaar was, contact maakte met het telecommunicatienetwerk. Vervolgens kon, door na te gaan met welke zendmast het telefoontoestel contact maakte, globaal worden vastgesteld waar het zich bevond. Vooropgesteld dat het toestel door de verdachte werd gedragen, zou daarmee ook diens verblijfplaats globaal kunnen worden gelokaliseerd. Op deze wijze hoopte men het amfetaminelaboratorium te kunnen opsporen. Dat is uiteindelijk ook gelukt.

## Rechtsvragen
De vraag die in dit arrest voorligt is of voor het gebruik van de stille sms, in een mate als ingezet in deze casus, een afzonderlijke wettelijke regeling vereist is om rechtmatig te kunnen zijn. Daarnaast is de vraag of deze methode op zichzelf geen bijzondere risico's oproept voor de integriteit en beheersbaarheid van de opsporing, zodat ook om die reden een bijzondere wettelijke grondslag voor deze opsporingsmethode is vereist.

## Procesgang

### Gerechtshof
Het Gerechtshof 's-Hertogenbosch beantwoordde de rechtsvragen negatief.
"Het hof meent dat deze vraag in het onderhavige geval ontkennend dient te worden beantwoord. Wanneer wordt aangenomen dat inderdaad vijf dagen lang, gedurende een periode van tussen zes en twaalf uur, om het half uur door het verzenden van een stille sms globaal is vastgesteld waar het betreffende telefoontoestel zich bevond, werd daardoor een slechts zo beperkt beeld verkregen van de bewegingen van de persoon, die de telefoon droeg, dat van een betekenende inbreuk op diens privacy geen sprake was."

"Voorts merkt het hof op dat het gebruik van stille sms op zichzelf geen bijzondere risico's oproept voor de integriteit en beheersbaarheid van de opsporing, zodat ook om die reden geen bijzondere wettelijke grondslag voor dit opsporingsmethode is vereist." 
Het gerechtshof was wel van mening dat enige nadere regeling ten behoeve van het strafproces wel aanbevelingswaardig is. De verdachte ging in cassatie tegen de uitspraak van het gerechtshof.

### Hoge Raad
De Hoge Raad oordeelt:
"Het oordeel van het Hof dat in het onderhavige geval het toezenden van voormelde, voor de gebruiker van het toestel niet-waarneembare sms-berichten, een beperkte inbreuk heeft gemaakt op grondrechten van de verdachte en niet zeer risicovol is geweest voor de integriteit en beheersbaarheid van de opsporing, geeft niet blijk van een onjuiste rechtsopvatting. Of dat oordeel begrijpelijk is, is afhankelijk van de omstandigheden van het geval. In het onderhavige geval is dat oordeel niet onbegrijpelijk, mede in aanmerking genomen dat het Hof heeft vastgesteld dat:
- gelet op de duur en frequentie van toezending, slechts een beperkt beeld van de bewegingen van de gebruiker van de telefoon werd verkregen;
- het opsporingsmiddel met toestemming van de Officier van Justitie is ingezet;
- ondanks gebreken in de verslaglegging uiteindelijk voldoende duidelijkheid over de inzet van de methode is verkregen; en*
- reeds uitvoering werd gegeven aan op de voet van de art. 126g, 126m en 126n Sv door de Officier van Justitie gegeven bevelen en een machtiging van de Rechter-Commissaris als bedoeld in art. 126m, vijfde lid, Sv was verstrekt."

Op grond van deze overwegingen komt de Hoge Raad tot de conclusie dat met de inzet van de stille sms slechts een beperkte inbreuk is gemaakt op de grondrechten van de verdachte en dat de inzet niet zeer risicovol is geweest voor de integriteit en beheersbaarheid van de opsporing. 

## Conclusie
Een specifieke wettelijke bepaling voor het inzetten van stille sms'jes zoals in deze casus is naar het oordeel van de Hoge Raad niet nodig. Op grond van artikel 3 Politiewet 2012 en artikel 141 en 142 Wetboek van Strafvordering zijn opsporingsambtenaren bevoegd een dergelijke opsporingsmethode in te zetten als deze slechts een beperkte inbreuk maakt op grondrechten van burgers en die niet zeer risicovol is voor de integriteit en beheersbaarheid van de opsporing.